# うわさの淑女
『うわさの淑女』（うわさのしゅくじょ）は、毎日放送の制作によりTBS系列で、1981年（昭和56年）4月1日から1981年6月24日まで放送されたテレビドラマ。放送時間は、毎週水曜日22:00 - 22:54。全13話。

## 概要・内容
主人公・大津ひかりは新進気鋭のインテリアデザイナー。ひかりは個展が開かれるなど、注目を浴びつつあった。ひかりには人に言えない暗い過去があった。その一つが、博多のソープランドで働いていたことだった。そのソープランドでひかりと一緒に働いていた香西阿紀は、ひかりの個展の新聞記事を見て驚いた。そして阿紀の愛人である、売れない雑誌記者の秋庭四郎は、ひかりに付きまとって周囲を探り、このネタでひとつ儲けてみようと一計を案じる。ひかりの姿から、過去の重み、人生の真相を映し出していくシリアス・コメディ。
劇中で主演の山本陽子が様々なデザインのドレスを着用しているが、これらのドレスは芦田淳のデザインによるものだった。

## キャスト
- 大津ひかり：山本陽子
- 秋庭四郎：津川雅彦
- とめ：正司歌江
- 香西阿紀：梶芽衣子
- 本郷：中山仁
- 宗方進一：村上弘明 - テレビ局員
- 野々宮：内藤武敏 - 美術評論家
- 健一：下條アトム
- 瑞：下元勉
- 瑞玉光：有吉ひとみ
- 瑞夫人：加藤治子
- 大津つたえ：近松麗江 - ひかりの母
- 木村理恵
- 成瀬昌彦
- 湯原昌幸 - 第12話ゲスト
- 杉崎圭子：中尾ミエ
- 鈴旗敬三：山村聡 - デパート会長

## スタッフ
- プロデューサー：加藤哲也、丸谷嘉彦、財前定生
- 脚本：高橋玄洋（全話担当）
- 演出：鈴木晴之（全話担当）
- 制作：松竹芸能、毎日放送

## 主題歌
- 「Out of Border」（歌：加藤登紀子）
  - 作詞・作曲：加藤登紀子／編曲：川村栄二

## サブタイトル
1. 1981年4月1日 「スキャンダル」
2. 1981年4月8日 「デマは本当?」
3. 1981年4月15日 「私が中国人?」
4. 1981年4月22日 「男のホンネは･･･」
5. 1981年4月29日 「京都の秘密」
6. 1981年5月6日 「何かが起こった長崎の夜」
7. 1981年5月13日 「本物が出てきた!」
8. 1981年5月20日 「君は僕の太陽だ!?」
9. 1981年5月27日 「本物にせもの大混戦」
10. 1981年6月3日 「結婚するかも･･･」
11. 1981年6月10日 「ついにばれた!」
12. 1981年6月17日 「大ニュース! 大発展!!」
13. 1981年6月24日 「そして、オリエンタル」